# Parthenos
Genre
Le genre Parthenos regroupe des lépidoptères (papillons) de la famille des Nymphalidae et de la sous-famille des Limenitidinae présents en Australasie.

## Dénomination
Le genre Parthenos a été nommé par Jakob Hübner en 1819.
Synonyme : Minetra Boisduval, 1832
En anglais ce sont des Clippers.

## Espèces
- Parthenos aspila Honrath, 1888
  - Parthenos aspila aspila
  - Parthenos aspila tenebrosa Rothschild, 1915
  - Parthenos aspila vulcanica Rothschild, 1915
- Parthenos sylvia (Cramer,1775) -
  - Parthenos sylvia admiralia Rothschild, 1915
  - Parthenos sylvia apicalis Moore, 1878
  - Parthenos sylvia aruana Moore, [1897]
  - Parthenos sylvia bandana Fruhstorfer
  - Parthenos sylvia bellimontis Fruhstorfer, 1899
  - Parthenos sylvia borneensis Staudinger, 1889
  - Parthenos sylvia brunnea Staudinger, 1888
  - Parthenos sylvia couppei Ribbe, 1898
  - Parthenos sylvia cyaneus Moore, 1877
  - Parthenos sylvia ellina Fruhstorfer, 1899
  - Parthenos sylvia gambrisius (Fabricius, 1787)
  - Parthenos sylvia guineensis Fruhstorfer, 1899
  - Parthenos sylvia joloensis Fruhstorfer, 1899
  - Parthenos sylvia lilacinus Butler, 1879
  - Parthenos sylvia nodrica (Boisduval, 1832)
  - Parthenos sylvia numita Fruhstorfer, 1904
  - Parthenos sylvia obiana Fruhstorfer, 1904
  - Parthenos sylvia pherekides Fruhstorfer, 1904
  - Parthenos sylvia pherekrates Fruhstorfer, 1904
  - Parthenos sylvia philippinensis Fruhstorfer, 1899
  - Parthenos sylvia roepstorfii Moore, [1897]
  - Parthenos sylvia salentia (Hopffer, 1874)
  - Parthenos sylvia sylla (Donovan, 1798)
  - Parthenos sylvia silvicola Fruhstorfer, 1897
  - Parthenos sylvia sulana Fruhstorfer, 1899
  - Parthenos sylvia sumatrensis Fruhstorfer, 1899
  - Parthenos sylvia theriotes Fruhstorfer
  - Parthenos sylvia thesaurinus Grose-Smith, 1897
  - Parthenos sylvia thesaurus Mathew, 1887
  - Parthenos sylvia tualensis Fruhstorfer, 1899
  - Parthenos sylvia ugiensis Fruhstorfer
  - Parthenos sylvia virens Moore, 1877
- Parthenos tigrina, Vollenhoven, 1886
  - Parthenos tigrina tigrina
  - Parthenos tigrina cyanailuris Fruhstorfer
  - Parthenos tigrina mysolica Rothschild, 1915

### Source
- (en) funet